# Conosara pammicta
Conosara pammicta är en fjärilsart som beskrevs av Turner 1919. Conosara pammicta ingår i släktet Conosara och familjen mätare. Inga underarter finns listade i Catalogue of Life.